# Enneapterygius bichrous
Enneapterygius bichrous és una espècie de peix de la família dels tripterígids i de l'ordre dels perciformes.

## Morfologia
- Els mascles poden assolir 2,7 cm de longitud total.[3][4]

## Hàbitat
És un peix marí de clima tropical i associat als esculls de corall que viu fins als 22 m de fondària.

## Distribució geogràfica
Es troba a Indonèsia, Papua Nova Guinea, el nord d'Austràlia i Nova Caledònia.